# Cyrtolabulus occidentalis
Cyrtolabulus occidentalis är en stekelart som först beskrevs av Giordani Soika 1968.  Cyrtolabulus occidentalis ingår i släktet Cyrtolabulus och familjen Eumenidae. Inga underarter finns listade i Catalogue of Life.